# Montmartin-sur-Mer
Montmartin-sur-Mer – miejscowość i gmina we Francji, w regionie Normandia, w departamencie Manche.
Według danych na rok 1990 gminę zamieszkiwało 880 osób, a gęstość zaludnienia wynosiła 90 osób/km² (wśród 1815 gmin Dolnej Normandii Montmartin-sur-Mer plasuje się na 256. miejscu pod względem liczby ludności, natomiast pod względem powierzchni na miejscu 521.).